# ТОП-театр
ТОП-театр — Омский молодёжный театр, созданный по инициативе заслуженного артиста России А. Гончарука и главного врача санатория «Рассвет» Н. Полежаевой, предоставившей коллективу сценическую площадку и материальную поддержку. Костяк труппы составляли молодые актёры 18 — 25 лет. В репертуаре были разножанровые спектакли, рассчитанные на детскую и взрослую аудиторию. Коллектив театра принимал участие в нескольких российских и международных фестивалях, получив признание и награды (в том числе Гран-при в Сочи и Риге). Театр официально закрыт в 2019 году.

## История[2]
Александр Гончарук, являясь официально актёром Омского драмтеатра, долгое время преподавал актёрское мастерство и ставил спектакли в Лицейском театре.
В 2006 году совместно с главным врачом санатория-профилактория «Рассвет» Нателой Полежаевой он разработал проект создания нового театра. Костяк труппы составили молодые актёры, ушедшие из Лицейского театра за своим руководителем. Н. Полежаева предоставила на базе «Рассвета» ряд помещений: зал на 180 мест, гримёрную комнату, балетный класс и кабинет для художественного руководителя.
22 сентября 2006 года коллектив «Театра-студии А. Гончарука» официально приступил к репетициям.
На момент основания в театре было около семидесяти разновозрастных актёров. Постепенно часть из них отсеялась, но был проведён дополнительный набор среди подростков 12 — 15 лет и молодых людей 15 — 25 лет. Актёры театра получили высшее образование в ОмГУ им. Достоевского по специальности «Актёрское мастерство, драматический театр». Спонсорскую поддержку оказывал санаторий «Рассвет».
Первый театральный сезон был открыт 16 декабря 2006 года спектаклем «Любовь Дона Перлимплина» по пьесе Ф. Г. Лорки.
В 2007 года театр на IX Всероссийском фестивале молодёжных театров в Сочи получил Гран-при и диплом в шести номинациях.
В этом же году состоялась поездка в Германию на международный фестиваль «Театральные дни Европейской Культуры». По результатам работы фестиваля труппа получила официальные приглашения на показ спектакля «Любовь Дона Перлимплина» в шести странах Европы (в том числе Латвии, Венгрии и Италии).
За первый год работы в театре-студии было показано около семидесяти спектаклей.
С января 2008 года театр-студия сотрудничала с режиссёром Омского театра драмы Анной Бабановой. За первые 2,5 года работы А. Бабанова в сотрудничестве с А. Гончаруком поставила 6 спектаклей.
В апреле того же года театр А. Гончарука принимал участие в Международном фестивале «Русская классика в Латвии». Несмотря на то, что была представлена к показу пьеса не русского, а испанского автора, жюри присудило спектаклю «Любовь Дона Перлимплина» первую премию (вместе с театром из Резекне). За всю историю фестиваля (10 лет) россияне впервые заняли первое место.
Со спектаклем «Любовь Дона Перлимплина» театр выезжал на XVIII Международный театральный фестиваль «Замок Гориции» (Италия), где спектакль занял второе место. Труппу пригласили в Монте-Карло (Монако).
Спектакль "Станция «Молодильные яблоки» принимал участие в X Всемирном фестивале детских театров в Москве «Дети играют для детей», где принял приглашения ещё в семь стран мира.
В августе 2009 года актёры театра-студии выехали на Международный фестиваль в Чехию со спектаклем «Станция «Молодильные яблоки», поставленным по русским народным сказкам.
В июне 2010 года на IV фестивале Коляда-PLAYS спектакль «Звезда на небе голубом не знает обо мне» получил награду «Лучший актёрский ансамбль».
В январе 2013 г. художественным руководителем театра стал Игорь Григурко, а сам театр сменил название и курс развития. Первой инициативой театра стала серия мастер-классов, в том числе Вячеслава и Зои Кокориных. Далее последовал проект «Лаборатория молодой режиссуры»
В 2017 году художественным руководителем театра стал Евгений Мардер 
В том же году появилась информация о закрытии театра, которая официально подтвердилась в 2019 году
Актёры театра принимают участие в новых проектах. В начале 2020-х гг. Александр Гончарук создал новый проект под названием «Гончаруктеатр».

## Признание и награды
- Январь 2007 — Всероссийский театральный фестиваль театров для детей в Сочи — Гран-при за спектакль «Любовь Дона Перлимплина» (Г. Лорка), дипломы за лучшую режиссуру, хореографию, за лучший актёрский ансамбль и лучшую мужскую роль (Ринат Ташимов), Гран-при детского независимого жюри.
- Май 2007 — Международный фестиваль "Театральные дни европейской культуры в городе Падерборн (Германия) — дипломант фестиваля.
- Апрель 2008 — Международный фестиваль «Русская классика в Латвии» (Рига) — Гран-при за спектакль «Любовь Дона Перлимплина» (Г. Лорка), дипломы за лучшую хореографию и лучшую роль второго плана (Юлия Овчаренко).
- Июнь 2009 — III Международный театральный фестиваль современной драматургии «Коляда-PLAYS» в Екатеринбурге — специальный приз «Надежда» за спектакль «Я ухожу красиво» по пьесе Я. Пулинович «Учитель химии».[11]
- Июнь 2010 — IV Международный театральный фестиваль современной драматургии «Коляда-PLAYS» в Екатеринбурге — приз в номинации «Лучший актёрский ансамбль» за спектакль «Звезда на небе голубом не знает обо мне» по мотивам киносценария Я. Пулинович «Я не вернусь».
- Май 2014 — VIII Всероссийский конкурс актёрской песни имени народной артистки Клавдии Шульженко в Челябинске — диплом I степени в номинации «Театрализованная песня» — Иван Курамов с песней «Если любишь, найди»; диплом II степени в номинации «Исполнительская» — Ольга Дружинина с песней «Я танцевать хочу»; диплом II степени в номинации «Дуэт» — Иван Курамов и Ольга Дружинина с песней «Feeling good».
- Июнь 2015 — IX Международный театральный фестиваль современной драматургии «Коляда-PLAYS» в Екатеринбурге — приз в номинации «Лучший детский спектакль» за спектакль «Иван Царевич и Серый Волк» режиссёра Ярослава Максименко по пьесе Светланы Баженовой.

## Пресса о театре
- Калашникова В. Награда за чувство жизни // АиФ (Омск). — январь 2007. — № 3 (354). — С. 20.
- Иванова Л. Покорили всех // Вечерний Омск (Неделя) : газета. — 17 января 2007. — С. 3.
- Дубонос О. Европа рукоплескала студии Гончарука // Бизнес-курс : журнал. — 27 июня 2007. — № 24. — С. 95.
- Свиридова А. Театр Гончарука завоевал Падерборн // Ваш Ореол (Омск) : газета. — 27 июня 2007. — № 26. — С. 20.
- Евдокимова Н. Будь что будет // Дело молодое : журнал. — 2008. — № 6. — С. 43—44. Архивировано 29 марта 2010 года.
- Шугаева А. Театральная история // Первый в Омске : журнал. — 2008. — № 10. — С. 38—39.
- Рига ждёт омскую «Любовь» // АиФ (Омск) : газета. — февраль 2008. — № 7.
- Калашникова В. Мобильная история // АиФ (Омск) : газета. — апрель 2008. — № 15. — С. 26.
- Калашникова В. «Сумасшедшие» — поэтому лучшие // Выбирай (Омск) : журнал. — 15 — 31 мая 2008. — № 9. — С. 64—65.
- Кадырова Э. Поколение дикобразов // Омск театральный : журнал. — октябрь 2008. — № 14. — С. 47—48.
- Кадырова Э. Сплав нежности и ностальгии // Омск театральный : журнал. — декабрь 2008. — № 15. — С. 45—46.
- Белименко А. «ТОП-театр» в новом сезоне замахнется на международные фестивали // ОМСКИНФОРМ — сентябрь 2014.
- Креслинг П. «ТОП-театр» открывает новый сезон // Вечерний Омск (Неделя): газета. — сентябрь 2014.
- Чернышева И. Михаэль Теплицкий, режиссёр, номинант на премию «Золотая маска» // Суперомск —  октябрь 2014.
- Чернышева И. Омичи первыми в России увидят спектакль по пьесе «Дуэт на канапе» в постановке ТОП-театра // Суперомск —  октябрь 2014.
- Казионов В. В Омске прошла премьера пьесы Камолетти // Вечерний Омск (Неделя): газета. — октябрь 2014.
- Чернышева И. Муж, жена, любовник и любовница — французская комедия в ТОП-театре // Суперомск —  ноябрь 2014.